# Pericrocotus igneus
Pericrocotus igneus là một loài chim trong họ Campephagidae.